# Cabo Ann
El cabo Ann es una península ubicada al noreste de Boston, Massachusetts en los Estados Unidos, siendo Gloucester y Rockport sus principales localidades.
Alberga la bahía de Ipswich, además de los puertos de Annisquam en el norte y de Gloucester en el sur. Este lugar pintoresco y rocoso fue nombrado así en honor a la reina Ana de Dinamarca, esposa de Jacobo I, siendo famoso por sus viejos pueblos pesqueros y colonias de artistas.